# Dividend yield
In finanza ed economia finanziaria, il dividend yield o rapporto dividendo-prezzo corrisponde al rapporto tra l'ultimo dividendo annuo per azione corrisposto agli azionisti o annunciato e il prezzo in chiusura dell'anno di un'azione ordinaria. Esso è utilizzato come indicatore del rendimento immediato indipendentemente dal corso del titolo azionario. 
Talvolta si segue una definizione alternativa di dividend yield come rapporto tra l'ammontare lordo dei dividendi pagati da un'impresa e il suo valore di mercato. Nelle formule finanziarie è abitudine indicarlo con il simbolo {\displaystyle \ q}. Il dividend yield è uno dei parametri caratterizzanti la formula di Black e Scholes per la valutazione dei titoli derivati in regime continuo.